# Йозеф Прелль
Йозеф Прелль (нім. Josef Pröll; нар. 14 вересня 1968, Штоккерау) — австрійський державний і політичний діяч.

## Життєпис
Міністр сільського господарства Австрії в 2003–2008 роках. Віцеканцлер і міністр фінансів Австрії в 2008–2011 роках. Голова Австрійської народної партії в 2008–2011 роках.
Очолив партію після невдалих виборів 2008 року, за результатами яких Народній партії не вдалося завоювати більшості голосів. Продовжив політику «великої коаліції» з соціал-демократами. Племінник Ервіна Прелля, відомого політика, представника тієї ж Народної партії.
13 квітня 2011 оголосив про завершення своєї політичної кар'єри. Це було викликано погіршенням стану здоров'я Прелля, що пережив кількома тижнями раніше закупорку легеневої артерії.